# ماسیس (فیلم)
ماسیس (به انگلیسی: The Masseuse) سری فیلمی است که شامل سه فیلم پورنو در ژانر کلاسیک است. این سری فیلم از یک سه‌گانه فیلم تشکیل شده‌است؛ که نخست ماسیس (۱۹۹۰)، همراه با دو دنباله، ماسیس ۲ (۱۹۹۴) و ماسیس ۳ (۱۹۹۸) می‌باشد. این سه فیلم با این که در حقیقت دنباله ای نیستند و هر کدام داستان خود را دارند ولی از لحاظ موضوع به هم وابسته هستند. ماسیس (۲۰۰۴) نیز با بازسازی از فیلم اصلی _ماسیس (۱۹۹۰)_ بر اساس همان داستان و به همان نام ساخته و به سه‌گانه اضافه شد. تمامی فیلم‌ها به کارگردانی پل توماس هستند و هر کدام جوایزی را از جمله جوایزی از ای‌وی‌ان رابه دست آوردند.

## ماسیس (۱۹۹۰)
جیم یک مرد تنها و خجالتی است که با گشت و گذار در دنیای پورنوگرافی اوقات فراغت خود را می‌گذراند. همکار او ایمی به سختی برای ایجاد رابطه او را تحت فشار می‌گذارد اما او به ایمی توجهی ندارد. سپس جیم شروع می‌کند و به صورت پشت سرهم به روسپی‌خانه می‌رود که یک فاحشه به اسم باربارا در آنجا به عنوان ماسیس مشغول ماساژ اروتیک است و لذا با مشتریان روابط جنسی دارد و در حقیقت از راه تجارت فحشا و تن‌فروشی کسب درآمد می‌کند. باربارا با جیم مشغول ماساژ اروتیک می‌شود و رفته رفته روابط خود را گسترش می‌دهد و میل جنسی او را برآورده می‌کند. کم‌کم جیم عاشق باربارا می‌شود. سپس جیم پیشنهاد ملاقات و ماساژ اروتیک در محل خود را به باربارا می‌دهد. در آخر باربارا عملکرد خود را با فحشا و فروش سایر جذابیتهای خود و تن‌فروشی برای جیم کامل می‌کند. در پایان فیلم با فاش شدن اینکه باربارا در خارج از روسپی‌خانه یک خانواده دارد، آنها آخرین بار با هم دیدار می‌کنند و سرانجام این رابطه تمام می‌شود.

## ماسیس ۲ (۱۹۹۴)
ما در فیلم شاهد بالا و پایین زندگانی فاحشه‌ها هستیم که عنوان ماسیس را برای خود برگزیده اند. داستان فیلم در مورد ماسیس‌ها می‌باشد که ماساژ اروتیک را به صورت حرفه ای در روسپی‌خانه انجام می‌دهند و سعی می‌کنند در جهانی زندگی کنند که تن‌فروشی در آن گناه قلمداد می‌شود. شخصیت یک فاحشه در فیلم زندگی جالبی دارد. در روز او یک ماسیس تحریک آمیز شاخی در روسپی‌خانه است و در شب تبدیل به یک زن با تعلیم و تربیت برای دوست پسر ثروتمند خود می‌شود تا با سبک زندگی فاخر او مطابقت داشته باشد. او از دوگانگی لذت می‌برد، تااینکه یک تجربه منحصر به فرد همه چیز را تغییر می‌دهد.

## ماسیس ۳ (۱۹۹۸)
پسر جوان تصمیم می‌گیرد از همخانه فاحشه خود که دوست‌دختر دانشگاهی او می‌باشد جدا شود و از آپارتمان او برود؛ لذا در ادامه، دنبال یافتن عشق در غیرمعمول‌ترین مکان‌ها می‌رود. او جستجوی خود را در شهر شروع می‌کند و با مردی روبرو می‌شود که او را در مسیر یک روسپی‌خانه قرار می‌دهد که تعدادی فاحشه در آنجا به عنوان ماسیس مشغول ماساژ اروتیک هستند چراکه معتقد است خواسته‌ها و نیازهای پسر را آنجا برآورده می‌کند.

## ماسیس (۲۰۰۴)
داستان همان داستان ماسیس (۱۹۹۰) می‌باشد که بازسازی شده‌است. البته طرح داستان کمی تغییر کرده‌است. جیم در این فیلم اهل اینترنت است و به جای پیگیری پورنوگرافی‌های معمولی در مجلات در اینجا بانداج را از طریق وبگاه‌های اینترنتی دنبال می‌کند و به بی‌دی‌اس‌ام علاقه‌مند است. بقیه داستان نیز با کمی تفاوت همانند داستان اصلی جلو می‌رود.